# Pangrafcultuur
De pangrafcultuur (Engels: Pan Grave Culture) is een archeologische cultuur gevonden in en op verspreide locaties in Opper-Egypte, gedurende het late Middenrijk en vroege tweede tussenperiode (ca. ) De begraafplaatsen zijn meest klein en aan de rand van de woestijn gelegen, vaak nabij de begraafplaatsen van de C-groepcultuur of de lokale Egyptische bevolking. De belangrijkste sites zijn Deir Rifeh, Mostagedda, Qaw el-Kebir, Al Balabish, Hu, El Tod, en Daraw in Opper-Egypte, en Shellal, Dakka, Wadi Allaqi, Sayala, Aniba en Toshka in Nubië.
De naam is afgeleid van de karakteristieke ondiepe kuilgraven, soms voorzien van een kleine steencirkel. De overledenen waren in dierenhuiden gehuld en in een gehurkte positie op hun rechterzij op een mat gelegd, het gezicht naar het westen of zuiden.
Als grafgiften wordt aardewerk bestaande uit wijde, vlakke kommen met ronde bodems ofwel ongedecoreerd met gepolijst oppervlak en zwarte binnenkant, zich soms over de rand uitstrekkend, of gedecoreerd met ruwe kruiselings gekamde patronen gevonden. Karakteristiek zijn de kralen van struisvogel-eierschaal en nerita-schelpen uit de Rode Zee en de uit parelmoeren plaatjes vervaardigde armbanden die bij graven van beide geslachten gevonden worden. Op de graven werden schedels van gazellen of geiten geplaatst, vaak met rode stippen beschilderd. Een vergelijkbaar gebruik ziet men bij de Kermacultuur, waar runderschedels bij de graven werden geplaatst.
De skeletten tonen een zeer specifiek archaïsch Afrikaans type, langer en gespierder dan de Egyptenaren. In de graven bevinden zich wapens van een Egyptisch type zoals dolken en strijdknotsen, zowel als boogsnaren en pijlpunten.
Permanente woonplaatsen van de cultuur zijn niet bekend, slechts tijdelijke kampementen.

## Medjay
De dragers van de cultuur worden meest geïdentificeerd met de Medjay uit de Egyptische teksten, de latere Blemmyes en huidige Bedja. Deze Medjay waren bewoners van het land Medja in de Nubische Woestijn, en werden onderscheiden van de Nehesy van de Nijlvallei. Medja wordt al genoemd in teksten uit het Oude Rijk. Farao Mentoehotep II had als een van zijn vrouwen een prinses uit Medja genaamd Ashait, hetgeen doet vermoeden dat Medja in die periode een koninkrijk was, afzonderlijk van het koninkrijk Kerma die het gedurende het Middenrijk zou onderwerpen. Dit zou mogelijk de oorzaak zijn van de trek van de pangrafmensen naar Beneden-Nubië en Egypte. Berichten uit Semna ten tijde van de 12e dynastie spreken van Egyptische pogingen deze migraties tegen te houden.
Tijdens de 13e dynastie is er sprake van Medjay-afgevaardigden aan het Egyptische hof. Tijdens de Thebaanse late 17e en vroege 18e dynastie werden de Medjay als soldaten tegen de Hyksos ingezet. De pangraven waren dan echter al verdwenen en de Medjay hadden volledig de Kermacultuur aangenomen. Gedurende het Nieuwe Rijk werden de Medjay ingezet als grenstroepen. Hun specifieke cultuur is dan archeologisch niet meer terug te vinden, als volk worden ze echter tot in de Ptolemaïsche tijd vermeld, in verband met de Nubische Woestijn en de traditionele goudhandel van die regio.